# 香港佛教聯合會

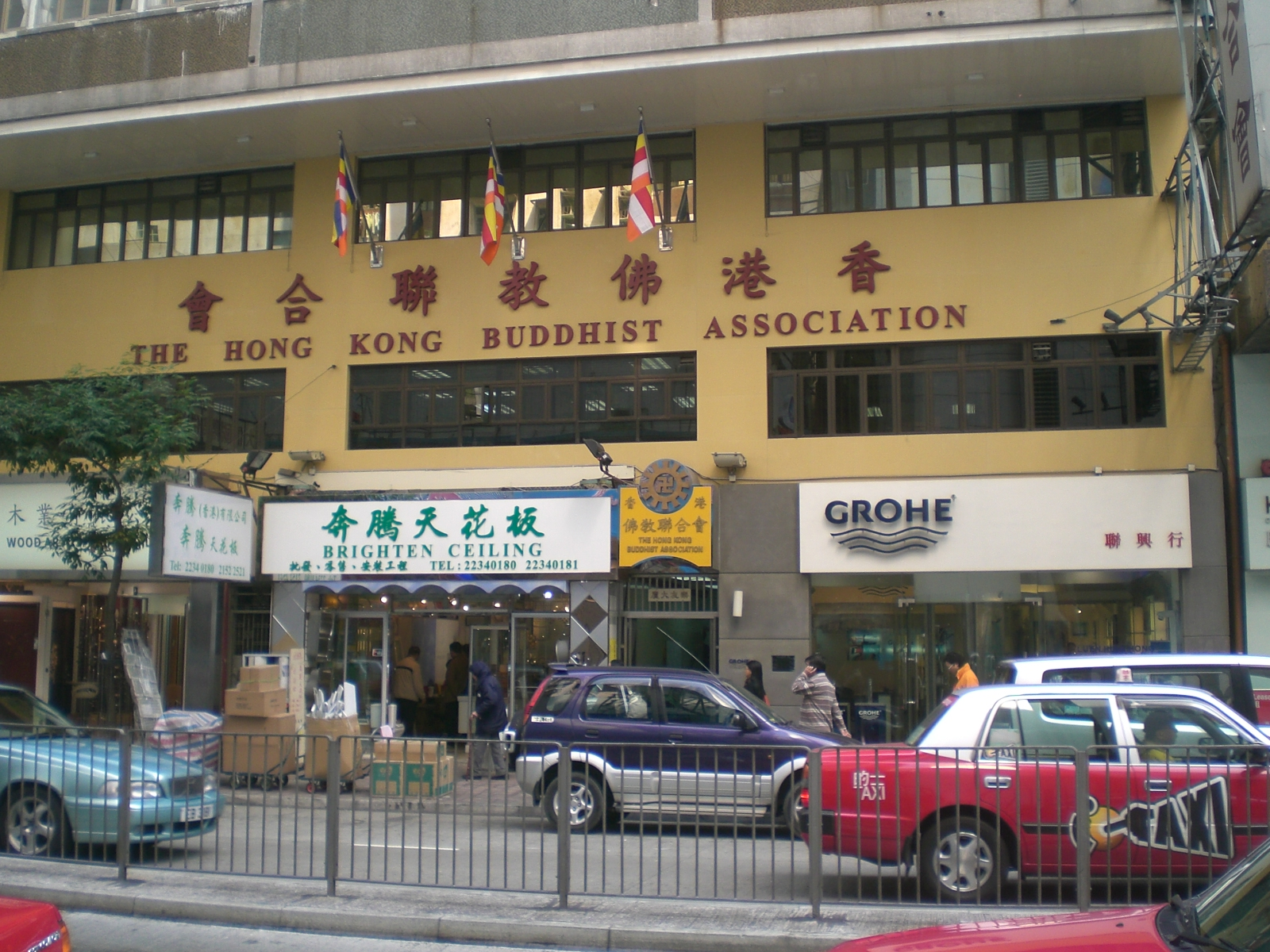
香港佛教聯合會，灣仔駱克道338號

香港佛教聯合會於1945年成立，是香港佛教的一個重要組織。主要目的包括傳揚佛教以及從事慈善事業。其成員有近萬人，包括比丘、比丘尼、男居士和女居士。香港佛教聯合會在香港教內以及社會上有一定的地位及影響力，在佛教徒間及國際佛教界也有高度的認可性，但實際上是一個聯誼會，無權監管非佛聯會寺廟。
現任會長是釋寬運法師。

## 歷任會長
- 釋筏可、海仁、倓虛、茂峰、顯慈（1945年－1965年擔任第1至11屆會長，也屬創會成員之一）
- 釋覺光，大紫荊勳賢，GBS（1966年－2014年擔任第12至60屆會長，也屬創會成員之一）
- 釋智慧，SBS，MBE（2015年－2017年擔任第61至63屆會長）
- 釋寬運，BBS，MH（2018年起擔任現任會長）

## 歷任榮譽會長
- 釋永惺，SBS（2015年－2016年擔任第61至62屆榮譽會長）
- 釋智慧，SBS，MBE（2018年－2019年擔任第64至65屆榮譽會長）

## 會屬學校
佛聯會辦有政府津貼中學12間、直資中學1間、津貼小學7間及非牟利幼稚園8間。
- 中學
  - 佛教黃鳳翎中學
  - 佛教大雄中學
  - 佛教善德英文中學
  - 佛教筏可紀念中學（直資中學）
  - 佛教大光慈航中學（與大光園合辨）
  - 佛教葉紀南紀念中學
  - 佛教沈香林紀念中學
  - 佛教覺光法師中學
  - 佛教黃允畋中學
  - 佛教孔仙洲紀念中學
  - 佛教慧因法師紀念中學（已停辦）
  - 佛教何南金中學
  - 佛教茂峰法師紀念中學

- 小學
  - 佛教中華康山學校
  - 佛教黃焯菴小學
  - 佛教慈敬學校
  - 佛教林炳炎紀念學校
  - 佛教林金殿紀念小學
  - 佛教榮茵學校
  - 佛教陳榮根紀念學校

- 幼稚園
  - 佛教金麗幼稚園
  - 佛教曾果成中英文幼稚園
  - 佛教沈東福幼稚園
  - 佛教傅康幼稚園
  - 佛教慈光幼稚園
  - 佛教真如李琴芝紀念幼稚園
  - 佛教慈慧幼兒園
  - 佛教陳策文伉儷幼稚園

## 屬下社會服務單位
- 青少年服務
  - 香港佛教聯合會青少年中心

- 長者服務
  - 佛教沈馬瑞英護理安老院
  - 佛教傅黃合長者鄰舍中心
  - 佛教正行長者鄰舍中心
  - 佛教張妙願長者鄰舍中心
  - 佛教何潘月屏長者文化服務中心

- 醫療服務
  - 香港佛教醫院
  - 香港佛教聯合會—香港大學中醫診所暨教研中心
  - 香港佛教聯合會張經泰伉儷紀念中醫流動診所
  - 香港佛教聯合會紹根法師綜合中醫服務中心
  - 香港佛教聯合會慈濟中醫診所
  - 香港佛教聯合會青山寺中醫服務中心
  - 正行中醫服務站

- 營地服務
  - 香港佛教聯合會陳馬美玉紀念康樂營
  - 香港佛教聯合會沙田活動中心

- 殮葬服務
  - 香港佛教墳場

- 弘法及其他服務
  - 香港佛教月刊
  - 香港佛教聯合會東涌活動中心
  - 香港佛教僧伽學院

## 外部連結
- 香港佛教聯合會（页面存档备份，存于）